# دنطوان سنبلي
دنطوان سنبلي (الاسم العلمي:Danthonia spicata) هو نوع من النباتات يتبع جنس الدنطوان من الفصيلة النجيلية. يقع موطنه الأصليّ في أمريكا الشماليَّة حيث يوجد بكثرة في العديد من المناطق فيها. ينتشر هذا النوع في كندا والولايات المتَّحدة والأجزاء الشماليَّة من المكسيك.
ينمو عشب الدنطوان السنبلي في عدَّة أنواع من المواطن البيئيَّة، ويمكن العثور عليه في مختلف أنواع الغابات والأراضي العشبيَّة والأنظمة البيئيَّة. ينمو بسهولة في الترب المفقرة والجافة والصخريَّة.